# ダニエル・オーデット

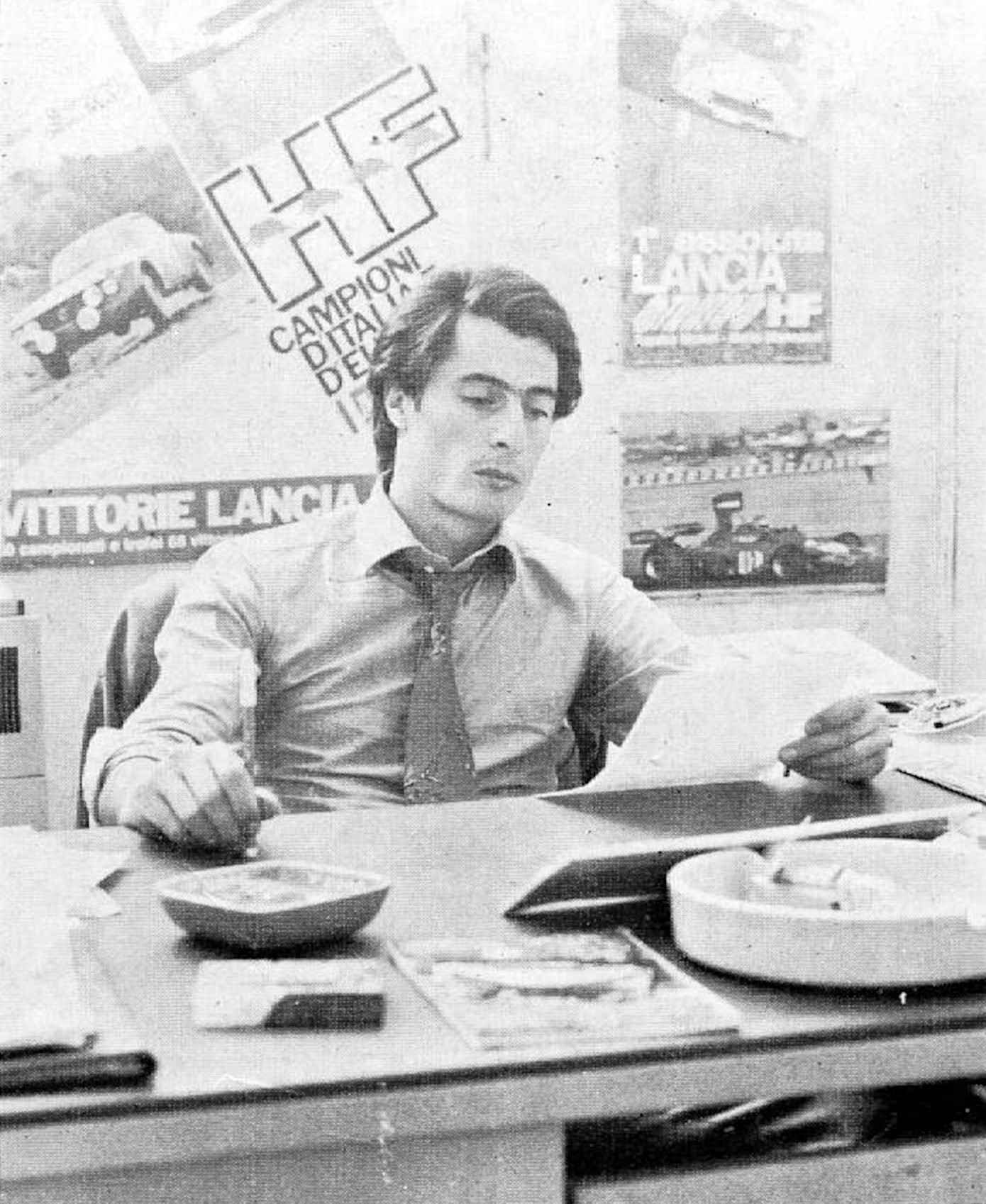
ダニエル・オーデット (1974)

ダニエル・オーデット（Daniele Audetto, 1943年5月4日 - ）は、イタリアトリノ出身のモータースポーツ関係者。F1のスクーデリア・フェラーリのチームマネージャーやランボルギーニエンジンのマネージング・ディレクター、スーパーアグリF1チームのマネージング・ディレクターなどを歴任している。

## 経歴
ミラノのブレラ・アカデミー (Brera Academy)で現代美術を専攻した後、
24歳の時にラリー活動を始めた。ランチアチームに加わり、サンドロ・ムナーリやルカ・ディ・モンテゼモーロのコ・ドライバーとなったが、脚を負傷して選手生活を終えた。
オーデットはミラノのボッコーニ大学で経営学を学び、フィアット創業家のアニェッリ財団に加わる。1976年、モンテゼーモロの後任としてスクーデリア・フェラーリのチームマネージャーに就任。1977年末にはフィアットのモータースポーツ活動のマネージャーに就任した。
4年後にフィアットから独立し、F1やパワーボートの世界でスポンサー仲介業に就いた。1989年、クライスラーに買収されたランボルギーニのF1エンジンプロジェクトの責任者となり、1993年まで働いた。プロジェクトが閉鎖されるとエナジードリンクメーカー、パワーホース (Power Horse) がスポンサーを務めるスーパーバイク世界選手権に関わった。
1996年、トム・ウォーキンショーが共同オーナーを務めるリジェに加入するが、ウォーキンショーとフラビオ・ブリアトーレの間でトラブルが発生。オーデットはウォーキンショーが買収したアロウズに加入し、チームが消滅する2002年まで働いた。2003年にはルノーに加入し、フランスのエンジン部門とイギリスのシャーシ部門の仲介役となった。2004年にはジョン・メナード (John Menard) が率いるメナード・エンジニアリングのコマーシャル・ディレクターに就任し、イギリスの前線基地リーフィールド・テクニカルセンター（旧アロウズファクトリー）で働いた。
2005年、元F1ドライバーの鈴木亜久里に請われて、スーパーアグリの設立に参加した。鈴木はランボルギーニエンジンの供給先だったラルースのドライバーとして、以前からオーデットと面識があった。オーデットはスーパーアグリの本拠地としてリーフィールドの賃貸契約をまとめ、トム・ウォーキンショー・レーシング (TWR) の元スタッフを呼び集めた。参戦初年度の2006年は、アロウズ・A23を改装して参戦した。
2008年、スーパーアグリは活動を中止し、オーデットはカンポス・レーシングのマネージング・ディレクターに就任した。チームは2010年からHRT F1としてF1に参戦した。

## 参考サイト
- Super Aguri - the full story - Grandprix.com
- PEOPLE: DANIELE AUDETTO - Grandprix.com